# Даніель Семан
Даніель Семан (нар. 1 січня 1979, Мостишті, Чехословаччина) — чеський хокеїст, який багато років виступав в Екстралізі за Оцеларжи (Тржинець) і Вітковіце. У 2015 році виграв Континентальний кубок ІІХФ у складі «Німан» (Гродно).

## Ігрова кар'єра
Даніель Семан розпочав свою кар'єру хокеїста у ХК Вітковиці, за професійну команду якого він виступав з 1997 по 2002 рік у чеській Екстралізі. Потім захисник переїхав до словацької Екстраліги в ХК «Слован» (Братислава), з яким в сезоні 2002/03 виграв чемпіонський титул Словаччини. З 2003 по 2005 рік знову грав за ХК «Вітковіце» в Чехії, а потім провів сезон 2005/06 за «Аньян Халла» в Азіатській хокейній лізі. У складі південнокорейців він провів 35 ігор і відзначився трьома голами і 7 результативними передачами.
У сезоні 2006/07 Семан повернувся до чеської Екстраліги, де уклаав контракт з Оцеларжи (Тржинець), за який він грав до 2012 року і з яким став чемпіоном Чехії в сезоні 2010/11.

## Досягнення та нагороди
- Віце-чемпіон Чехії у складі ХК «Вітковіце» — 2002.
- Чемпіон Словаччини у складі ХК Слован Братислава — 2003.
- Чемпіон Чехії у складі Оцеларжи (Тржинець) — 2011.
- Володар Континентального кубка ІІХФ у складі Німан (Гродно) — 2015.

## Статистика
(Стан: завершення сезону 2016/17)